# Chuck Grigsby
Charles Lee Grisby, detto Chuck (Dayton, 15 agosto 1928 – Kettering, 15 luglio 2003), è stato un cestista e allenatore di pallacanestro statunitense, professionista nella NBA.

## Carriera
Venne selezionato nel Draft NBA 1952 dai Baltimore Bullets.
Nel settembre del 1954 venne ceduto dai Bullets con Ray Felix ai New York Knicks, in cambio di Al McGuire and Connie Simmons.
Con i Knicks disputò 7 partite nella stagione 1954-55 segnando una media di 2,3 punti in 6,4 minuti. Fu la sua unica stagione nella lega.
Nel 1960 divenne allenatore della sua vecchia high school, posizione che occupò per quattro stagioni. Dal 1964 al 1969 fu assistente di Don Donoher alla University of Dayton.